# Doreen Amata
Doreen Amata (ur. 6 maja 1988) – nigeryjska lekkoatletka specjalizująca się w skoku wzwyż.
Jej największym dotychczasowym osiągnięciem są dwa złote (2007 i 2011) i jeden srebrny (2015) medal igrzysk afrykańskich.
W 2008 reprezentowała Nigerię podczas igrzysk olimpijskich w Pekinie, 16. miejsce w eliminacjach nie dało jej awansu do finału. Na tym samym etapie rywalizacji zakończyła swój udział na igrzyskach olimpijskich w Londynie, jak również na igrzyskach rozgrywanych w Rio de Janeiro.
Ósma zawodniczka mistrzostw świata (Daegu 2011).
Wielokrotna mistrzyni i rekordzistka kraju.

## Rekordy życiowe
- Skok wzwyż – 1,95 (2008 & 2011); rekord Nigerii
- Skok wzwyż (hala) – 1,93 (2016); rekord Nigerii